# 常照寺 (横浜市)
常照寺（じょうしょうじ）は、神奈川県横浜市南区南太田にある日蓮宗の寺院。山号は西中山。旧本山は大本山中山法華経寺、達師法縁(繁珠会)。江戸時代大奥に祀られていたという鬼子母神像を祀る。

## 歴史
明治元年（1868年）正中山法華経寺の慈教院日修を開山に説教所を創建した。明治12年（1879年）現在の常照寺を号し開堂供養した。明治43年（1910年）裏山が崩壊し本堂が倒壊した。大正6年（1917年）諸堂を再興。大正12年（1923年）関東大震災で諸堂が再び倒壊する。現在の本堂は大正13年（1924年）に再建されたもの。
1935年（昭和10年）10月、『横浜貿易新報』の読者投票により県下名勝史蹟四十五佳選に選定された。

## 境内
- 本堂
- 山門
- 仁王門

## 日行寺
- 神奈川県横浜市港南区上大岡東にある寺院で、元は常照寺の別院。

## 参考資料
- 『横浜市史稿 佛寺編』
- 『南区の歴史』
- 日蓮宗寺院大鑑編集委員会『宗祖第七百遠忌記念出版 日蓮宗寺院大鑑』大本山池上本門寺 (1981年)